# Mieleszyn (gemeente)
De gemeente Mieleszyn is een landgemeente in het Poolse woiwodschap Groot-Polen, in powiat Gnieźnieński.
De zetel van de gemeente is in Mieleszyn.
Op 30 juni 2004 telde de gemeente 3981 inwoners.

## Oppervlakte gegevens
In 2002 bedroeg de totale oppervlakte van gemeente Mieleszyn 99,24 km², waarvan:
- agrarisch gebied: 67%
- bossen: 24%

De gemeente beslaat 7,91% van de totale oppervlakte van de powiat.

## Demografie
Stand op 30 juni 2004:
| Omschrijving                   | Totaal | Totaal | Vrouwen | Vrouwen | Mannen | Mannen |
| ------------------------------ | ------ | ------ | ------- | ------- | ------ | ------ |
| eenheid                        | aantal | %      | aantal  | %       | aantal | %      |
| inwoners                       | 3981   | 100    | 2043    | 51,3    | 1938   | 48,7   |
| bevolkingsdichtheid (inw./km²) | 40,1   | 40,1   | 20,6    | 20,6    | 19,5   | 19,5   |

In 2002 bedroeg het gemiddelde inkomen per inwoner 1493,69 zł.

## Administratieve plaatsen (sołectwo)
Borzątew, Dębłowo, Dobiejewo, Dziadkówko, Karniszewo, Kowalewo, Łopienno, Mieleszyn, Mielno, Popowo Podleśne, Popowo Tomkowe, Przysieka, Sokolniki, Świątniki Małe, Świątniki Wielkie.

## Overige plaatsen
Dziadkowo, Kowalewko, Nowaszyce, Popowo-Ignacewo.

## Aangrenzende gemeenten
Odolanów, Janowiec Wielkopolski, Kłecko, Mieścisko, Rogowo